# Charles Pillow
Charles Pillow (* um 1960 in Roanoke, Virginia) ist ein US-amerikanischer Jazzmusiker (Tenor- und Sopransaxophon, auch Oboe, Englischhorn, Bassklarinette, Arrangement).

## Leben und Wirken
Pillow wuchs in Baton Rouge auf. Er studierte zunächst an der Loyola University New Orleans, um dann den Master an der Eastman School of Music in Rochester (New York) zu absolvieren. Er arbeitete ab den frühen 1980er-Jahren in der New Yorker Jazzszene; erste Aufnahmen entstanden 1983 mit Bevan Manson (Metaphysical Rhumba). Er gehörte in den folgenden Jahren einer Reihe von Bigbands und Jazz-Ensembles an, darunter dem Alan Ferber Nonet, Bob Mintzer Big Band, David Liebman Big Band, John Fedchock New York Big Band, Maria Schneider Orchestra, Michael Brecker Quindectet, Michael Leonhart Orchestra, Ted Nash Big Band, The Pete McGuinness Jazz Orchestra und in der Tony Kadleck Big Band. 2018 wirkte er bei Mike Holobers Grammy-nominierten Produktion Hiding Out mit. Zuvor war er bereits an drei Alben beteiligt, die einen Grammy erhielten, Michael Breckers Wide Angles, Maria Schneiders Concert in the Garden und Joe Hendersons Big Band.
Unter eigenem Namen legte er mehrere Alben vor wie Currents (1987), Pictures at an Exhibition (2005) und eine Umarbeitung von Gustav Holsts The Planets (2008); außerdem leitete er das Charles Pillow Large Ensemble und legte im Trio mit Jim Ridl und Gary Versace das Album Van Gogh Letters (2011) vor. Im Bereich des Jazz war er laut Tom Lord zwischen 1993 und 2017 an 111 Aufnahmesessions beteiligt. Er lehrt als Hochschullehrer an der Eastman School of Music.

## Diskographische Hinweise
- Charles Pillow: Currents (A-Records, 1987), mit Tim Hagans, Ben Monder, Michael Holober, Chuck Bergeron, Adam Nussbaum, Matt Wilson
- In This World (2001), u. a. mit Chuck Bergeron
- Charles Pillow / Tim Ries / Danny Walsh: Jam Session, Vol. 27 (2008)
- Triocity, Charles Pillow, Jeff Campbell, Rich Thompson: I Believe in You (Origin Records, 2017)
- Charles Pillow Large Ensemble Arranged and Conducted by Charles Pillow Featuring Tim Hagans, Clay Jenkins, David Liebman: Electric Miles (Mama Records, 2018)
- Mike Holober & The Gotham Jazz Orchestra: This Rock We’re On: Imaginary Letters (Palmetto, 2024)